# Willem Ockerse
Willem Anthony Ockerse (Vianen, 16 april 1760 – 's-Gravenhage, 19 januari 1826) was een Nederlands gereformeerd predikant, makelaar, auteur, politicus en vooraanstaande patriot. Ockerse was de hoofdauteur van de Staatsregeling van het Bataafsche Volk van maart 1798 (de eerste Nederlandse grondwet).
Als zoon van een notaris begon Ockerse op zestienjarige leeftijd in 1776 aan de studie theologie (proponentsexamen) aan de Hogeschool te Utrecht waar hij ook lid werd van het dichtgenootschap Dulces ante omnia Musae en goede vrienden werd met Jacobus Bellamy. Hij werd in mei 1782 predikant in Baarn en Eembrugge. In november 1784 verruilde hij die post voor het predikantschap in Wijk bij Duurstede, waar hij predikant zou blijven tot hij in 1797 de politiek in zou gaan. Daar ontmoette hij ook zijn vrouw, de jongste dochter van de burgemeester, met wie hij vier kinderen zou krijgen.
Ockerse was al vanaf 1795 een actief lid in de Amsterdamse kring van unitariërs rond Gogel, Wiselius, Konijnenburg en Fijnje. In september 1797 werd Ockerse gekozen in de Tweede Nationale Vergadering namens het district Amsterdam-II, die was ingesteld nadat een eerste Staatsregeling per 'referendum' in augustus 1797 was weggestemd. Daar werd hij voorzitter van de commissie constitutionele zaken, en was hij belast met het schrijven van de nieuwe Staatsregeling.
Ockerse steunde voluit de unitaristische staatsgreep van januari 1798, en werd lid van de Constituerende Vergadering, waar hij lid was van de constitutiecommissie van zeven. Tijdens deze Vergadering was hij lid van de commissie tot samenstelling van een burgerlijk wetboek. Na een nieuwe staatsgreep in juni werd hij gevangengezet in Huis ten Bosch en na zijn vrijlating kort daarop moest hij de politiek verlaten.
Per december 1799 werd hij effectenmakelaar te Amsterdam, maar dit ruïneerde hem, waardoor hij in 1802 dit beroep alweer voor gezien moest houden. In 1810 was hij weer predikant, ditmaal in Limmen, wat hij na acht jaar door een longkwaal moest staken. Van 1820 tot 1826 was hij nog lid van de commissie voor de zaken der protestantse kerken in Oost- en West Indië te 's-Gravenhage.

## Auteur
- Eenige reisfragmenten en anecdoten (1780 of 1781)
- Proeven voor het verstand, den smaak en het hart (1784)
- Ontwerp tot eene algemeene characterkunde (3 delen) (1788-1797)
- De constitutie der Franschen verdedigd (1793)
- Bataven! eischt eene nationale conventie! (1795)
- Gedenkzuil op het graf van Jakobus Bellamy (1822)
- Vruchten en resultaten van een zestigjarig leven (1823-1826)

## Bron
- De informatie op deze pagina, of een eerdere versie daarvan, is geheel of gedeeltelijk afkomstig van www.parlement.com.  Overname was tot 1 februari 2016 toegestaan met bronvermelding.
- Nieuw Nederlands Biografisch Woordenboek
- A.J. van der Aa, Nieuw biographisch, anthologisch en critisch woordenboek van Nederlandsche dichters. Deel 3 (1846)
- A.J. van der Aa, Biographisch woordenboek der Nederlanden. Deel 14 (1867)
- F. Jos. van den Branden en J.G. Frederiks, Biographisch woordenboek der Noord- en Zuidnederlandsche letterkunde (1888-1891)
- P.J. Blok en P.C. Molhuysen, Nieuw Nederlandsch biografisch woordenboek. Deel 2 (1912)
- K. ter Laan, Letterkundig woordenboek voor Noord en Zuid (1952)
- G.J. van Bork en P.J. Verkruijsse, De Nederlandse en Vlaamse auteurs (1985)